# بيرند نيكل
بيرند نيكل (بالألمانية: Bernd Nickel)‏ هو لاعب كرة قدم ألماني في مركز الوسط، ولد في 15 مارس 1949 في Siegbach ‏ في ألمانيا، وتوفي بنفس المكان في 27 أكتوبر 2021. شارك مع منتخب ألمانيا لكرة القدم. أما مع النوادي، فقد لعب مع آينتراخت فرانكفورت ويانغ بويز.

## وصلات خارجية
- بيرند نيكل على موقع الاتحاد الدولي (مؤرشف)  (الإنجليزية)
- بيرند نيكل على موقع قاعدة بيانات كرة القدم.إي يو (الإنجليزية)
- بيرند نيكل على موقع بيانات كرة القدم. دي إي (الألمانية)
- بيرند نيكل على موقع ناشيونال فوتبول تيمز (الإنجليزية)
- بيرند نيكل على موقع عالم كرة القدم.نت (الإنجليزية)
- بيرند نيكل على موقع أوليمبيديا (الإنجليزية)